# 双子座 (写真集)
近藤昌良[美少女アイドル]全撮影 「双子座」藤野佳美・藤野悦美 十三歳（こんどうまさよし びしょうじょあいどるぜんさつえい 「ふたござ」 ふじのよしみ・ふじのえつみ じゅうさんさい）は、藤野佳美・藤野悦美姉妹によるロリータ写真集（少女ヌード写真集）の題名。
クレジットにもあるように近藤昌良（のちに星野正義に改名）の撮影で1987年6月15日に少年出版社から出版された（6月15日という日付は早見裕香の『不思議の国の少女』と同じ）。体裁はA4判、定価は当時1200円。Yahoo!オークションで最高1000万円の値が付いたことがある。

## 概要
この作品はいうまでもなく双子姉妹の中学生による少女ヌードモデル（それ以前より有栖川ゆま・えま（ありすがわゆま・えま）として10歳からヌードモデルの経験がある2人）をテーマにした写真集。当時の中学生ヌード写真集というと、織江加奈子・萩尾ゆかり・小早川いづみ・森野いづみというように、単独でのモデルが多く、2人をモデルにしたいわゆる「ペアヌード」と呼べる作品は当時『ヘイ!バディー』（白夜書房）というロリコン雑誌にパブリシティとして掲載し、ビデオ化もされた『少女マユミとアサミ』があったが、こちらは小学生がモデルであった。その中学生版を作りたいと近藤ほかスタッフ側が企画し、作られたのがこの写真集である。
佳美と悦美にとって、単独の写真集としては初めてで、ゆま＆えま時代には複数のヌードモデルとの写真集、もしくは雑誌のパブリシティぐらいしかなかった。とにかく、企画から構成まで、全てを「双子」にこだわって作られた、というスタッフ側の意気込みがあったといえよう。佳美と悦美は1990年に完全引退した。
写真集は1991年に絶版となったものの、コアマガジン発行の『アリスクラブ』（現在廃刊）にパブリシティとしてこの写真集の一部が掲載されたので、絶版後も人気は後を絶たなかった。この写真集は1991年に絶版になったため、1999年の児童買春、児童ポルノに係る行為等の処罰及び児童の保護等に関する法律施行によって直接に児童ポルノと認定されたわけではない。しかし、大手サイトのオークションなどでは自主的に出品規制されることが通常である。